# تشم جاب (أرمو)
تشم جاب (بالفارسية: چم ژاب) هي قرية تقع في إيران في قسم أرمو الريفي. يقدر عدد سكانها بـ 974 نسمة بحسب إحصاء 2016.